# 부산삼육초등학교
부산삼육초등학교(釜山三育初等學校)는 대한민국 부산광역시 금정구에 있는 사립 초등학교이다.

## 학교 연혁
- 1949년 6월 4일: 동구 수정동에서 부산삼육국민학교 개교
- 1996년 3월 1일: 부산삼육초등학교로 변경
- 2016년 3월 1일: 중구 영주동에서 금정구 청룡동으로 신축 이전

## 참고 자료
- 부산삼육초등학교 - 한국교육학술정보원 학교알리미